# 70P/Kojima
La comète Kojima, officiellement 70P/Kojima, est une comète périodique du système solaire, découverte le 27 décembre 1970 par Nobuhisa Kojima à Ishiki au Japon.